# Militantis Ecclesiae
 Militantis Ecclesiae  è un'enciclica di papa Leone XIII, datata 1º agosto 1897, scritta all'Episcopato austriaco, sulla figura e l'opera di san Pietro Canisio, in occasione del III Centenario della sua morte.